# Cordelia (maan)
Cordelia is een maan van Uranus. De maan werd ontdekt door Richard Terrile op de foto's van Voyager 2 op 20 januari 1986, en kreeg de tijdelijke benoeming S/1986 U 7. Ze werd niet opnieuw gezien tot de Hubble-telescoop hem waarnam in 1997. Cordelia is genoemd naar de jongste dochter van King Lear uit Shakespeares stuk "King Lear". Ze wordt ook aangewezen als Uranus VI.
Behalve haar baan, de straal van 21 km en het geometrisch albedo van 0,08 is verder vrijwel niets over de maan bekend. Bij de beelden van de Voyager 2 komt Cordelia tevoorschijn als langwerpig voorwerp, de as richt zich naar Uranus.
Miranda · Ariel · Umbriel · Titania · Oberon

Cordelia · Ophelia · Bianca · Cressida · Desdemona · Juliet · Portia · Rosalind · Cupid · Belinda · Perdita · Puck · Mab · Francisco · Caliban · Sycorax · Margaret · Prospero · Setebos · Stephano · Trinculo · Ferdinand